# Çardak, Nevşehir
Çardak là một xã thuộc thành phố Nevşehir, tỉnh Nevşehir, Thổ Nhĩ Kỳ. Dân số thời điểm năm 2011 là 1.976 người.